# Hypocambala gracilis
Hypocambala gracilis är en mångfotingart som först beskrevs av Carl Graf Attems 1938.  Hypocambala gracilis ingår i släktet Hypocambala och familjen Glyphiulidae. Inga underarter finns listade i Catalogue of Life.